# Sơn-Đoòng-Höhle
Die Sơn-Đoòng-Höhle („Bergflusshöhle“) ist eine Höhle im Nationalpark Phong Nha-Ke Bang in Vietnam, 50 Kilometer nördlich der Provinzhauptstadt Dong Hoi und 450 Kilometer südlich von Hanoi. Sie wurde 1991 von dem Vietnamesen Hồ Khanh entdeckt, und im Jahr 2009 durch eine Gruppe von britischen Höhlenforschern erforscht. Seit 2013 ist die Höhle für Besucher freigegeben.

## Größe
Sơn-Đoòng ist ein Höhlensystem bestehend aus mindestens 150 einzelnen Höhlen mit Seen, Flüssen und einem eigenen Dschungel.
Darunter befindet sich der größte bis dahin entdeckte Höhlengang der Welt. Mit mehr als 250 Metern Höhe, 150 Metern Breite und einer Länge von neun Kilometern ist der Gang größer als die Deer Cave im Gunung-Mulu-Nationalpark in Malaysia. Das offiziell als größte Höhle der Welt bezeichnete Höhlensystem umfasst zwei riesige „Fenster“, Dolinen, die Sonnenlicht hereinlassen und Bäumen das Wachstum ermöglichen. Die Höhle ist für ihre riesigen Tropfsteine bekannt, einige der Stalagmiten sind bis zu 80 Meter hoch.

## Geographie
Die Höhle liegt inmitten des Nationalparks Phong Nha-Kẻ Bàng in der Provinz Quảng Bình im Norden von Zentralvietnam direkt an der Grenze zu Laos. Er beinhaltet mit den Annamiten eines der größten Kalksteingebiete der Welt mit mehreren hundert Höhlen, die außergewöhnliche Gesteinsformationen aufweisen. Die Karstformation hat sich seit dem Paläozoikum (vor etwa 400 Millionen Jahren) entwickelt und ist die älteste bedeutende Karstregion in Asien. Die Höhle selbst hat sich vermutlich vor etwa 2 bis 5 Millionen Jahren herausgebildet. Seit 2003 zählt der Nationalpark zum Weltnaturerbe der UNESCO.

## Flora und Fauna
Neben seltenen Pflanzen und bis zu über 300 Millionen Jahre alten Fossilien wurde auch eine Reihe neuer Tierarten entdeckt. Der tropische Dschungel und das Höhleninnere weisen eine beeindruckende Artenvielfalt auf. Mehr als 1.300 Pflanzenarten gedeihen im Nationalpark, darunter seltene Orchideen und Eibenarten. Der Artenreichtum der Tierwelt konnte sich hier ungestört entwickeln und umfasst bis jetzt entdeckte 60 Amphibienarten, über 100 verschiedene Säugetierarten, darunter 9 verschiedene Affenarten, wie Makaken, Gibbons und Languren, 10 Fledermausarten, außerdem über 70 verschiedene Vögel und fast ebenso viele Fischarten. Forscher entdecken immer wieder neue Tierarten, wie zum Beispiel die Saola-Antilope oder den Grauschenkligen Kleideraffen. Der Kölner Zoo setzt sich für den Arterhalt ein und bildet Ranger aus, die Zoologische Gesellschaft Frankfurt fördert das Affen-Schongebiet mit 12,6 Millionen Euro.

## Tourismus
Seit 2013 ist die Höhle für den Tourismus geöffnet. Pro Jahr dürfen in den Monaten Februar bis August nur 700 Besucher die Höhle besuchen. Eine Tour kostet ungefähr 3.000 Euro, da sie nur mit einem Team aus Höhlenexperten, Trägern und Köchen möglich ist. Doch die Trekking-Touren sind sehr aufwendig und anstrengend, da die Höhle sehr tief im Regenwald liegt und mehrere Tage benötigt werden, um sie zu erreichen. Die Reiseagentur Oxalis besitzt die Exklusivrechte für die Durchführung dieser Expeditionen. Von der National Geographic wurde 2015 eine umfangreiche Ton- und Filmdokumentation mit 360°-Aufnahmen durchgeführt.